# Transplant Québec
Transplant Québec est l’organisme qui a pour mandat d'assurer la coordination du don d'organes au Québec.

## Histoire
C'est en 1991, face au manque d'organes disponible que le Ministère de la Santé et des Services sociaux (MSSS) accorda le mandat à l'organisme d'assurer la coordination du don d'organes à l'échelle provinciale. L'ancien organisme, connu sous le nom de Métro-Transplant passe ainsi de 3 à 9 membres et d'un budget de 130 000 $ à 1,5 M$.
Grâce aux recommandations du rapport de novembre 1991, l'organisme fait passer la proportion de « multidonneurs » (les personnes donnant plus d'un organe) de 74 % en 1989 à 83 % en 1992. Parmi ces recommandations, on retrouve :
- restructuration du système de transplantation au Québec en travaillant notamment sur les « milieux cibles » (directement dans les hôpitaux) ;
- création des comités de dons d'organes dans les hôpitaux ;
- inclusion des cours de sensibilisation au don d'organes aux futurs médecins et infirmières (suggestion accueillie dans les cégeps et les universités concernés) ;
- utilisation de la carte-soleil plutôt que le permis de conduire pour signaler la volonté de donner ses organes.

C'est en 1998 que Jean Rochon, le ministre de la Santé et des Services sociaux de l'époque, annonce lors de « la Semaine du don d'organes » que les cartes d'assurance maladie seront expédiées avec un dépliant qui contient un autocollant d'autorisation à apposer sur la carte. Sur l'autocollant, on peut lire : « À mon décès, je consens à ce qu'on prélève tous les organes pouvant servir à des greffes ». Il s'agit de la première mesure où les donneurs peuvent signer pour signaler leur consentement, rendant ainsi les choses plus formelles. Les cartes précédentes étaient simplement livrées avec une case à cocher.
En 2011, l'organisme « Québec-Transplant » change son nom pour « Transplant Québec » ainsi que son logo.

### Identité visuelle (logo)

Logo de 1991 à 2011
Logo depuis 2011